# Mormia helvetica
Mormia helvetica és una espècie d'insecte dípter pertanyent a la família dels psicòdids que es troba a Europa: Suïssa i Alemanya.